# Asplenium veneticolor
Asplenium veneticolor là một loài dương xỉ trong họ Aspleniaceae. Loài này được L.Regalado & C.S mô tả khoa học đầu tiên năm 2006.
Danh pháp khoa học của loài này chưa được làm sáng tỏ. 